# Intsia
Intsia – rodzaj roślin z rodziny bobowatych (Fabaceae). Według The Plant List obejmuje 8 gatunków. Występuje naturalnie na wyspach Afryki Wschodniej (Zanzibar, Seszele, Madagaskar), w Azji Południowej i Południowo-Wschodniej, w Australii (stan Queensland) oraz na wyspach Oceanii (Mikronezja, Palau, Fidżi, Nowa Kaledonia, Samoa, Wyspy Salomona, Vanuatu).

## Systematyka
Pozycja systematyczna
Jeden z rodzajów dawniej zaliczany do plemienia Detarieae w obrębie brezylkowych Caesalpinioideae z rodziny bobowatych Fabaceae. Współcześnie plemię to podnoszone jest do rangi podrodziny Detarioideae.
Wykaz gatunków
- Intsia africana (Sm.) Kuntze
- Intsia attenuata (Klotzsch) Kuntze
- Intsia bijuga (Colebr.) Kuntze
- Intsia bracteata (Vogel ex Benth.) Kuntze
- Intsia cuanzensis (Oliv.) Kuntze
- Intsia palembanica Miq.
- Intsia petersiana (Klotzsch) Kuntze
- Intsia rhombodea (Vidal) Kuntze